# 萊特州立大學
萊特州立大學 （Wright State University）是位於美国俄亥俄州代頓的一所四年制州立大学。一共有超過2萬名學生在這一所大學就讀，其中的1萬8千名學生是大學部的學生。現任校長是Cheryl B. Schrader。

## 學校排名
- 根據2009年的美國新聞與世界報導，萊特州立大學為全國性大學第四級。[1]

## 認可機構
萊特州立大學被the North Central Association of Colleges and Schools承認其博士學位。 
- 美國教育部
- 中國教育部
- 台灣教育部[2]

## 姐妹學校
- 臺灣
  - 國立台北科技大學[3]
  - 中原大學[4]

## 外部連結
萊特州立大學官方網站 （页面存档备份，存于）